# The Six-Fifty
The Six-Fifty è un film muto del 1923 diretto da Nat Ross. La sceneggiatura di Harvey Gates, Doris Schroeder e Lenore Coffee si basa sull'omonimo lavoro teatrale di Kate L. McLaurin andato in scena a New York il 24 ottobre 1921.

## Produzione
Il film fu prodotto dalla Universal Pictures.

## Distribuzione
Distribuito dalla Universal Pictures, il film uscì nelle sale cinematografiche statunitensi il 12 settembre 1923. In Canada, fu presentato in prima a Regina, nel Saskatchewan, il 7 maggio 1925.